# Breadalbane (ort i Kanada)
Breadalbane är en ort i Kanada.   Den ligger i provinsen Prince Edward Island, i den östra delen av landet, 900 km öster om huvudstaden Ottawa. Breadalbane ligger 39 meter över havet och antalet invånare är 170.
Terrängen runt Breadalbane är platt. Runt Breadalbane är det glesbefolkat, med 10 invånare per kvadratkilometer.. Närmaste större samhälle är Kensington, 14,2 km nordväst om Breadalbane. 
Omgivningarna runt Breadalbane är en mosaik av jordbruksmark och naturlig växtlighet.